# Cuca Escribano
Antonia Escribano García-Conde, conosciuta come Cuca Escribano (Madrid, 1973), è un'attrice spagnola.

## Biografia
Nata a Madrid nel 1973, ha passato gran parte della sua adolescenza a Siviglia e a Utrera. Proprio durante la sua infanzia, partecipa a molte recite scolastiche dove sviluppa la sua vocazione, ricevendo una formazione completa in diverse discipline come il teatro, il canto, la musica e la danza. La maggior parte della carriera di Cuca Escribano si è sviluppata in Spagna, nonostante l'attrice abbia anche partecipato a moltissime opere latino-americane. Nel corso della sua carriera ha lavorato con registi importanti come Antonio Banderas. Nel 1998, Cuca Escribano recita nella serie televisiva Plaza Alta e Mirto , per la quale ha partecipato a più di mille capitoli. Quattro anni più tardi, con il film del regista Chus Gutierrez ottiene il primo ruolo da protagonista insieme a José Coronado e Antonio de la Torre. La sua performance le ha valso il plauso della critica e numerosi riconoscimenti. Nel 2009 si trasferisce a Cuba per partecipare alle riprese di Affinità , co- diretto da Vladimir Cruz e Jorge Perugorría.
Tra il 2011 e il 2012 partecipa alla soap Il segreto nel ruolo di Águeda Mesìa.
Nel 2014 interpreta Lidia nella seconda stagione della serie televisiva Velvet per due episodi.

## Filmografia

### Cinema
- Succede sempre così (1994)
- L'acqua d'Imbastitura (1996)
- Bad Azienda (1999)
- Poniente (2003)
- Caraibi (2003)
- Ricambi (2003)
- Misfatti (2005)
- La vita degli inglesi (2006)
- Atlante di Geografia umana (2006)
- Una donna invisibile (2006)
- Affinità (2009)
- Amores locos (2009)

### Televisione
- Polizia (2002)
- Fuoco (2002)
- L'inquilino (2004)
- Le quattro vite di Carlos (2007)
- La Regina del Sud (La reina del sur) (2011)
- Il segreto (El secreto de Puente Viejo) (2011-2012)
- Luna, il mistero di Calenda - stagione 2 (2013)
- Velvet - Seconda stagione (2014)
- Una vita (Acacias 38) (2016)
- La gloria e l'amore (Tiempos de guerra) (2017) ruolo: Vittoria Eugenia di Battenberg

### Teatro
- Prendimi sulla moto (1990)
- Cent'anni per cantare (1993)
- Cadaveri squisiti (1994)
- Giulio Cesare (1996)
- Litigi D'Amore (1997)

## Doppiatrici italiane
- Chiara Salerno ne Il segreto
- Lorella De Luca in Una vita